# Història social
La història social és la branca de la ciència històrica que s'ocupa d'un ventall temàtic molt superior a la història política, militar o del dret més tradicional, a les quals es contraposa. La societat en el seu conjunt, les persones comuns i la seva vida quotidiana són el centre del seu estudi, en oposició a l'enfocament que fixa la seva atenció en l'actuació dels líders polítics o militars, els grans esdeveniments o l'Estat Nació. Per contra, la història social no suposa en si mateixa cap diferència des del punt de vista metodològic, tan sols temàtic.

## Evolució
La història social va sorgir al Regne Unit als anys 80 del segle xix, d'on es va exportar a la resta del món anglosaxó. Als anys 60 del segle següent va prendre força entre els acadèmics de l'Europa continental com a camp d'estudi propi. Des d'un principi va adquirir un caire de militància ideològica i cert radicalisme en contrariar una visió més tradicional i feta des de dalt. Els temes principals eren l'estudi dels grups oprimits al llarg de la història, als quals es pretenia donar veu revertint la situació i fent la història des de baix. Aquesta construcció històrica es feia des d'un punt de vista positivista, prioritzant l'objecte i la neutralitat, i amb un fort paper de la història quantitativa. Es centrava en l'estudi dels grups i les estructures alhora que mantenia una forta relació amb la sociologia i l'economia. La influència del materialisme històric i de la creença en una història global en aquests historiadors és molt significativa.
Des dels anys 80 del segle xx va consolidar-se un nou corrent crític amb el paradigma anterior, a la qual autors com Natalie Zamon Davis es referiran com a història social clàssica. Aquesta nova història social o història socio cultural es caracteritzava tant per tindre els lligams més forts amb l'antropologia o les diferents manifestacions culturals (la literatura, l'art, etc.). Pel que fa als sistemes de relació, són més mòvils i menys rígides que a l'etapa anterior, relacionades amb la liquiditat de Zygmunt Bauman, alhora que treballa a un nivell més particular, individual o regional que no general o grupal. A més a més, la historia socio-cultural dona molta més importància en l'anàlissi al subjecte, incloent-hi al mateix historiador el qual deixa de tindre un suposat rol neutral.

## Camps d'estudi
La història social té molts focus d'atenció, cada cop més detallats i canviants. Alguns dels que compten amb més tradició de recerca són:
- història ètnica.
- història de les classes socials.
- història de gènere.
- història de la família.
- història rural i urbana.
- història de les mentalitats.
- història de la cultura (incloent-hi l'art, de la llengua, de l'educació, etc.).
- història de la contracultura.

## Entitats
- Institut français d'histoire sociale